# Mosquey (paroisse civile)
Pour les articles homonymes, voir Mosquey.
Mosquey est l'une des douze paroisses civiles de la municipalité de Boconó dans l'État de Trujillo au Venezuela. Sa capitale est Mosquey.

## Environnement
La paroisse civile est en partie couverte, sur sa portion méridionale, par le parc national Guaramacal.